# Rosh HaAyin
Ne doit pas être confondu avec Roch Hachana.
Rosh HaAyin (en hébreu: רֹאשׁ הָעָיִן, littéralement « le haut de la source », souvent prononcé vulgairement roshayn) est une ville d'Israël située dans le district centre, à 25 km à l'est de Tel-Aviv.
Le territoire de la commune couvre 24 km2 et sa population en 2007 est de 37 800 habitants, soit une croissance de + 1,3 % au cours de l'année.

## Histoire

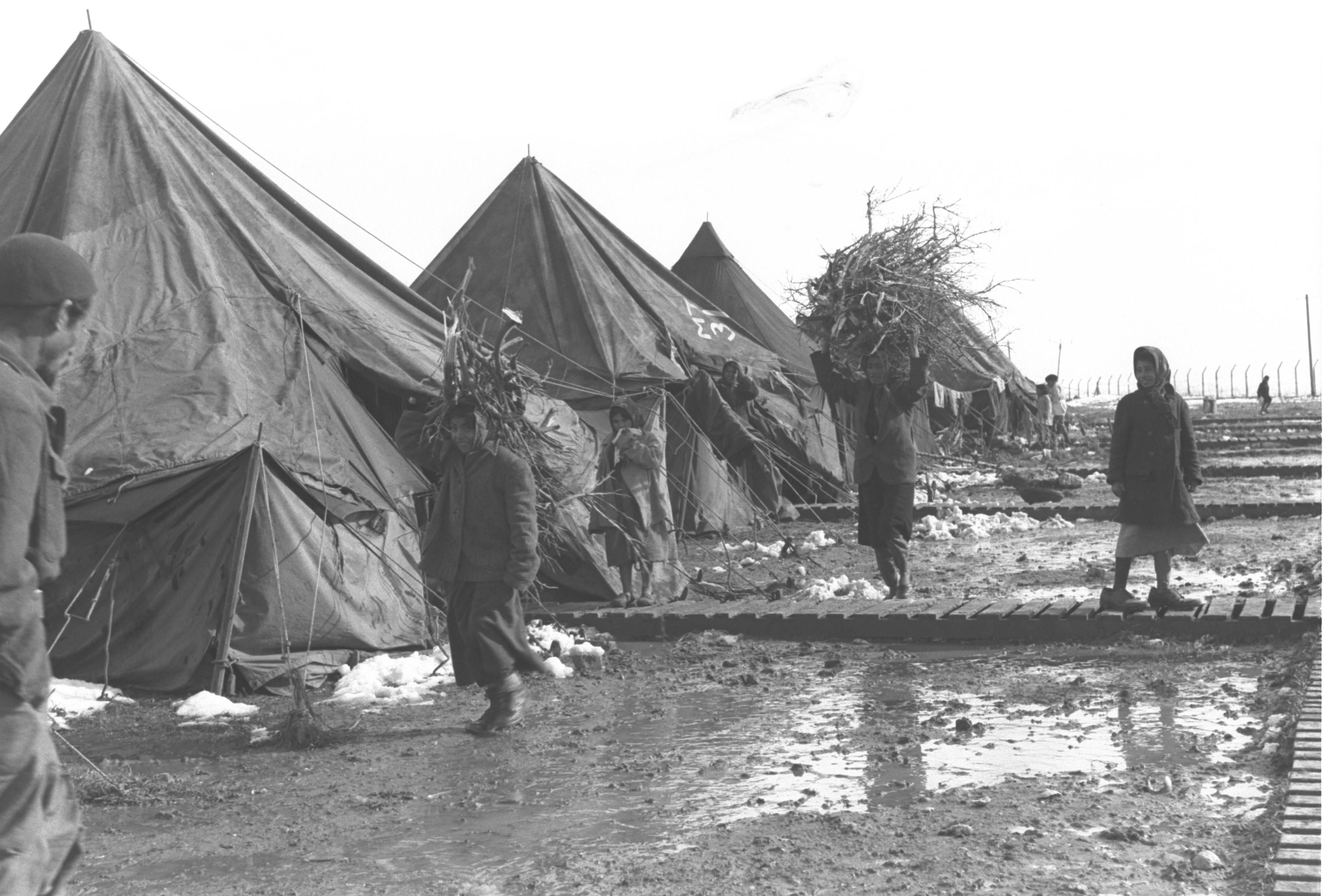
Des juifs originaires du Yémen dans la ma'abara de Rosh Ha'ayin (1950)

Rosh HaAyin est fondée en 1949 sur le site du village palestinien de Majdal Yaba et de l'antique Aphek. Elle devient rapidement le lieu d'accueil de nombreux Juifs du Yémen après leur exil en 1949 et 1950 lors l'opération Tapis Volant. Le gouvernement israélien a établi dans ce lieu un camp de transit (en hébreu ma'abara) pendant les années 1950. La ville est marquée encore aujourd'hui par l'influence de la communauté juive yéménite.
Le 14 juin 2017, une commission de la Knesset révèle les enlèvements, au début des années 1950, de « milliers d’enfants yéménites », transférés vers Rosh HaAyin. Certains d'entre eux, disparus depuis, auraient été utilisés lors d'expériences médicales et en tant que « cobayes humains »,.
La ville abrite le siège de la société Tarya, une des principales plates-formes de financement participatif (P2P) en Israël.

## Démographie
Selon le bureau central des statistiques d'Israël (CBS, (he) למ"ס), la population de Rosh HaAyin est estimée à 37 800 habitants en 2007.
Le recensement de 2001 fait apparaître que la ville est peuplée à 99,8 % de Juifs et non-musulmans et ne compte pas de population palestinienne significative (cf. Démographie d'Israël). On comptait alors 17 400 hommes et 17 400 femmes.
La répartition par classe d'âge était la suivante :
- 40,7 % de 0-19 ans,
- 12,7 % de 20-29 ans,
- 25,8 % de 30-44 ans,
- 13,0 % de 45-59 ans,
- 2,6 % de 60-64,
- 5,3 % de 65 ans et plus.

Le taux d'accroissement annuel était alors de 2,5 %.

## Recettes
Selon le bureau central des statistiques d'Israël (CBS, (he) למ"ס), il y avait dans la ville 10 972 salariés et 1 033 travailleurs indépendants en 2000. Le salaire mensuel moyen était de ₪ 8 408 (₪ 4 857 pour les hommes et ₪ 6 595 pour les femmes). Le revenu moyen des travailleurs indépendants était de ₪ 6 853. 628 personnes percevaient des prestations de chômage, et 1057 personnes bénéficient d'une garantie de revenu.

## Éducation
Selon le CBS, il y a 21 établissements scolaires et 7 137 élèves dans la ville. Il se répartissent comme suit :
- 15 écoles élémentaires (4 749 élèves)
- 11 établissements secondaires (2 388 élèves)

58,8 % des étudiants de douzième année ont obtenu le diplôme de l'enseignement secondaire en 2001.

## Patrimoine

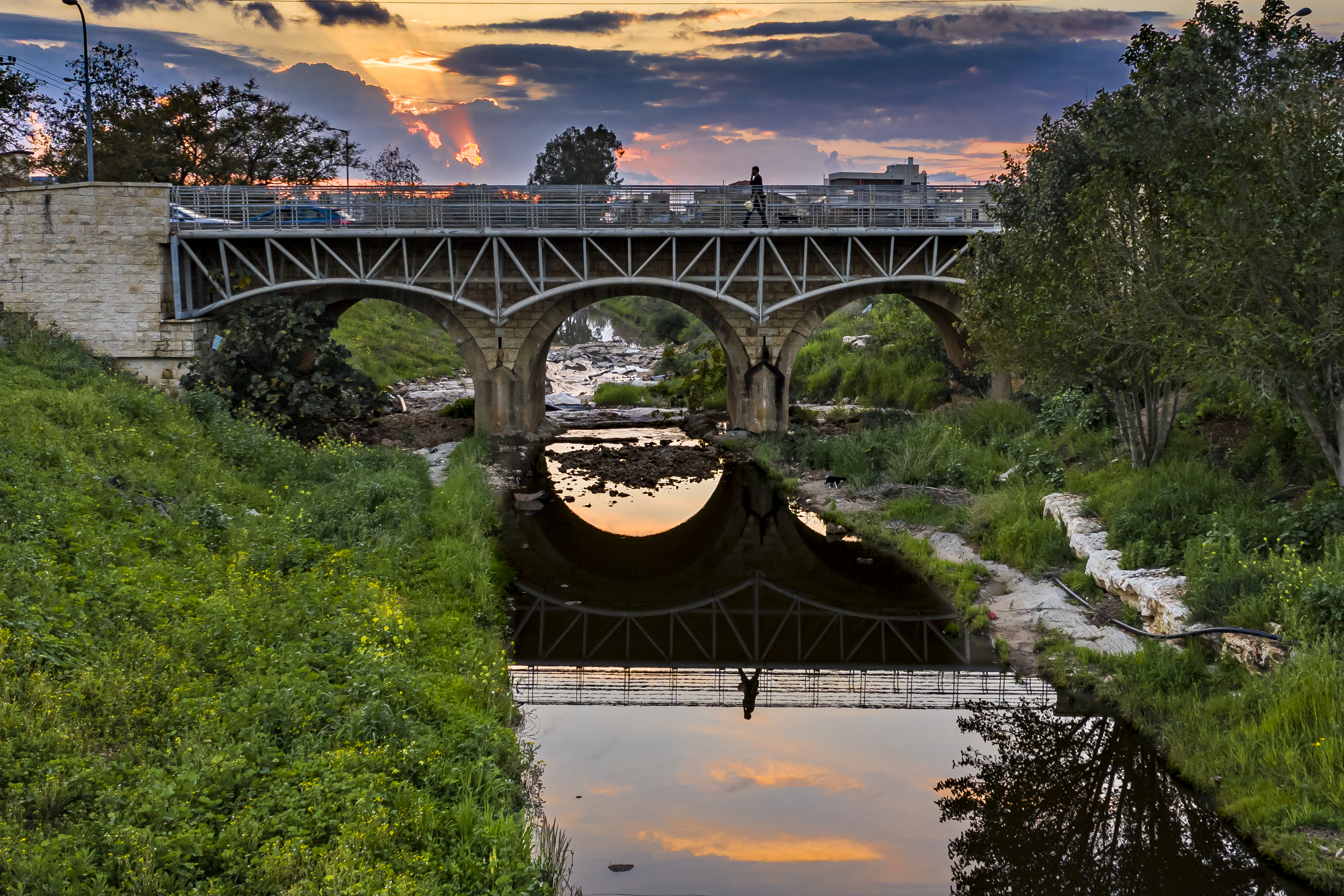
Le pont britannique à Rosh HaAyin. Février 2019.

Une grotte, découverte lors de travaux dans le quartier résidentiel de Psagot Afek, contient des spéléothèmes remarquables, notamment des stalactites.

## Jumelages
- Birmingham (États-Unis) depuis le 9 novembre 2005 : l'accord de jumelage a été signé à Birmingham par le maire de Rosh HaAyin Moshe Sinai et le maire de Birmingham Bernard Kincaid. Cet accord a officialisé les liens qui existaient déjà entre les 2 villes depuis plus de 20 ans.
- Aix-la-Chapelle (Allemagne) depuis le 12 mai 2007
- Prague (Tchéquie)
- Vanves (France) depuis le 13 septembre 2009[9],[10],[11]

## Personnalités liées à la ville
- Odelya Halevi (née en 1989), actrice, y est née.